# 新城街道 (库车市)
新城街道，是中华人民共和国新疆维吾尔自治区阿克苏地区库车市下北站的一个乡镇级行政单位。

## 行政区划
新城街道下辖以下地区：
解放路社区、其兰勒克社区、文化路社区、团结路社区、斯得巴格社区、杏花园社区、坎尔孜社区和健康路社区。